# Karaganda
Karaganda (kazašsky Қарағанды, rusky Караганда) je třetí největší kazachstánské město a také správní centrum Karagandské oblasti. Žije zde přibližně 516 tisíc obyvatel.
Ve městě se nachází fotbalový klub Šachťor Karaganda FK.

## Osobnosti
- Alexander Chira, řeckokatolický biskup
- Achmat Abdulchamidovič Kadyrov, čečenský prezident